# Шалом (театр)
Моско́вский евре́йский теа́тр «Шало́м» — еврейский театр, основанный в Москве в 1988 году на базе Московского еврейского драматического ансамбля. Работа театра посвящена еврейской культуре и традициям, однако репертуар предназначен для представителей различных национальностей.
Художественный руководитель театра — Олег Липовецкий.

## Предыстория

### Московский ГОСЕТ
В первые послереволюционные годы еврейские театральные объединения действовали в крупных городах России. В 1919 году в Петрограде открылся Еврейский камерный театр — небольшая студия, которой руководил Алексей Грановский. Через год театр переехал в Москву и стал называться Московским государственным еврейским камерным театром (ГОСЕКТ). В 1925-м название учреждения изменили, убрав слово «камерный». ГОСЕТ возглавил известный советский актёр и режиссёр Соломон Михоэлс. Спектакли шли на идише, это были произведения классических и современных, в основном — еврейских, авторов.
В 1930-е годы возрос контроль за еврейской культурой в СССР, а московский ГОСЕТ был на государственном уровне раскритикован за «элитарность, отход от принципов реализма, неправильный выбор репертуара и растянутые сроки репетиций». В этот же период в театре были поставлены такие известные произведения, как «Юлис» по рассказу Марка Даниэля, «Нит гедайгет» («Не унывайте») по пьесе Перец Маркиша, «Мидас ха-дин» («Мера строгости») и другие. С 1930 года при ГОСЕТе функционировала театральная студия, впоследствии ставшая Московским государственным еврейским театральным училищем. Во время Великой Отечественной войны московский еврейский театр был эвакуирован в Ташкент, а его труппа уменьшилась. После 1945-го многие еврейские театры СССР оказались в кризисе: их часто закрывали, а в освободившихся зданиях располагались другие учреждения. В январе 1949 года по заказу НКВД был убит народный артист СССР Соломон Михоэлс, а в декабре арестовали нового руководителя московского ГОСЕТа Вениамина Зускина. Таким образом, в столице был ликвидирован постоянный еврейский театр. Некоторые авторы называют эти события «разгромом еврейской культуры» в СССР.

### Московский еврейский драматический ансамбль
В 1962 году после многократных попыток воссоздать театр артисты получили разрешение на проведение концертной деятельности. В первом составе вновь образованного Московского еврейского драматического ансамбля (МЕДА) были трое актёров закрытого ГОСЕТа: Биньомин (Вениамин) Шварцер, Соня Биник и А. Коган, а также Лея Колина, Зиновий Шульман и другие. Художественным руководителем ансамбля стал Биньомин Шварцер. Ансамблю передали здание на Варшавском шоссе, ранее занимаемое кинотеатром «Луч».
Ансамбль продолжал сценические традиции ГОСЕТа. Первое выступление состояло из двух частей: спектакля «Тевье-молочник» и концертной программы. Впоследствии в программу данного коллектива вошли такие спектакли, как «Колдунья» по Абрама Гольдфадену, «Цвей хундерт тойзент» («200 тысяч») по пьесе Шалом Алейхема «Крупный выигрыш», «Испанцы» по произведению Михаила Лермонтова. В 1973 году поставили спектакль «Заколдованный портной» по повести Шалом Алейхема (художник Григорий Перкель, композитор Евгений Рохлин), которое было высоко оценено театральным обществом. Спектакль входил в репертуар МЕДА в течение восьми лет. В 1980 году руководителем МЕДА был назначен Яков Губенко, которому предложили создать еврейский театр-студию, однако процесс растянулся на несколько лет.

## История «Шалома»

### Создание
Летом 1986 года МЕДА был преобразован в Московский еврейский драматический театр-студию. Впервые после 1949-го организации выделили собственное постоянное помещение. В 1988 году пост художественного руководителя занял Александр Левенбук. В этом же году студия получила название Московского еврейского театра «Шалом» и из его состава вышел инструментальный ансамбль. Со временем русский язык стал основным языком постановок.
Первым спектаклем Левенбука на сцене «Шалома» стал «Поезд за счастьем» по пьесе Аркадия Хайта. В постановках нового режиссёра затрагивались темы «кадрового антисемитизма» и гонений на еврейскую культуру в советский период. В репертуаре появились такие спектакли, как «Заколдованный театр», «Танец маленьких Бронштейнов», «Новеллы Севелы», «Янкель, Таке и Кадыр», «Пол-Нью-Йорка — мы родня», «Весёлое число 13» и другие. В детский репертуар театра входили юмористические мюзиклы по пьесам Аркадия Хайта, среди которых спектакли «Операция „Трали-Вали“ или заговор Шапокляк», «Ну, Волк, погоди!», «А третий пингвин — в чемодане», «Кот Леопольд» и другие.
По словам Александра Левенбука, «Шалом» воплотил в себе и отражает черты национальной еврейской культуры. Тем не менее репертуар театра разнообразен и предназначен для зрителей всех национальностей.
Театр считает своим долгом сохранять, развивать и делиться с другими сокровищами мирового еврейского искусства, поэтому спектакли не только поставлены по лучшим еврейским пьесам, но и наполнены различными элементами национального колорита, задорными танцами под еврейские песни и мелодии, идут на русском языке с элементами идиша. Традиционный юмор, радость и жизнелюбие — вот те ориентиры, которыми руководствуется театр в своей творческой деятельности.Официальный сайт театра «Шалом»
В 2009 году заместителем художественного руководителя стал его сын, Айвар Левенбук. На следующий год артисты «Шалома» написали письмо мэру Москвы Юрию Лужкову, в котором отметили «катастрофическую» ситуацию в театре и обвинили Левенбука-младшего в непрофессионализме, так как на тот момент он не имел профильного образования. На 2018 год Левенбук-младший занимает пост и получает второе высшее образование на продюсерском факультете ГИТИСа.
8 апреля 2013 года театр отпраздновал своё 25-летие на сцене Московского театра эстрады. В том же году в основном здании начался ремонт, поэтому следующий сезон открылся сразу на двух площадках. Запасной площадкой стал учебный театр РАТИ-ГИТИС в Большом Гнездниковском переулке, где «Шалом» в период ремонта начал давать спектакли по воскресеньям.
В дальнейшем коллектив театра выступал на нескольких площадках Москвы — в Театриуме на Серпуховке, Центральном Доме работников искусств, Центральном Доме журналиста, Доме учёных и в торгово-развлекательном центре Мега Белая Дача
Театр «Шалом» регулярно гастролирует по России и миру, а также участвует в различных конкурсах и фестивалях. Так, на Оренбургском традиционном фестивале еврейской культуры театр был 13 раз. В 1993 году театр признали «украшением фестиваля» еврейских театров в Бухаресте. Также американский фонд «Sholom Aleichem Memorial Foundation» назвал московский «Шалом» лучшим еврейским театром мира. В 2016-м «Шалом» был принят в Международный институт театра при ЮНЕСКО, выступающей в защиту культурного самовыражения и творческой деятельности.
15-22 октября 2017 года театр «Шалом» снова принял участие в Международном театральном Фестивале спектаклей на идише в Бухаресте (Румыния). Организаторы Фестиваля наградили артистов театра почётными дипломами за высокий вклад в сохранение идишской культуры, за развитие национальной культуры и создание толерантного диалога между народами.
В 2018 году в театре «Шалом» состоялась официальная премьера российской постановки комедии «Плохие евреи» по пьесе американского драмурга Джошуа Хармона.
По данным официального сайта театра, на 2020 год «Шалом» выпустил 42 премьеры, совершил более 200 выездов в города России и ближнего зарубежья и 32 международные гастрольные поездки

### Современность
В декабре 2021 года художественным руководителем театра стал режиссёр Олег Липовецкий. Новая художественная политика театра основана на полном обновлении репертуара, привлечении широкой аудитории, сотрудничестве с современными режиссёрами и театральными деятелями. Многолетней миссией театра остаётся еврейский театр для всех национальностей. Главенствующие темы нового репертуара — толерантность, соседство и близость, общность и антифашизм. «Шалом» пригласил к сотрудничеству режиссёров — Петра Шерешевского, Яну Тумину, Галину Зальцман, Филиппа Гуревича, Полину Кардымон, Руслана Вольфсона.
Первой премьерой нового театра «Шалом» стал спектакль «Исход» Петра Шерешевского по одноимённой пьесе Полины Бородиной, премьера которого прошла 28 апреля 2022 года на Симоновской сцене театра Вахтангова.
В июне 2024 года Департамент культуры города Москвы передал театру «Шалом» сцену бывшего Центра имени Всеволода Мейерхольда на Новослободской улице.

## Репертуар
В разное время на сцене еврейского театра «Шалом» шли следующие спектакли.
- 1989 — «Поезд за счастьем» А. Хайт, реж. А. Левенбук
- 1989 — «5-й пункт» концерт С. Портнянской
- 1990 — «Заколдованный театр» Ф. Кандель, А. Хайт, реж. А. Левенбук,
- 1991 — «Танец маленьких Бронштейнов» по повести Б. Косвина «Ассимилянты», реж. и автор инсценировки О. Кавун
- 1992 — «Новеллы Севелы», автор Э.Севела, реж. В. Витолс
- 1993 — «Янкель, Таке и Кадыр», автор В.Ион Попа, реж. А.Левенбук, В.Маганет,
- 1994 — "Четыре чемодана в «Шереметьево-2», автор пьесы Э.Тополь, реж. А. Левенбук
- 1995 — «Национальность? Да!», реж. А.Левенбук
- 1996 — «Пол-Нью-Йорка мне теперь родня», мюзикл, автор пьесы Б. Рацер, реж. В. Витолс
- 1997 — «Шоша», драма по роману И. Башевиса-Зингера, постановка В. Витолс
- 1998 — «Кот Леопольд», детская сказка, авторы А. Хайт и А. Левенбук, реж. В. Витолс
- 1999 — «Шлимазл», трагикомедия по книге И. Эренбурга, реж. А. Левенбук
- 2000 — «Блуждающие звёзды» автор пьесы Б. Рацер (по роману Шолом-Алейхема), реж. В. Витолс
- 2002 — «Лехаим всем и кое-что ещё», вокально-танцевальное шоу И. Климовой и Т. Карасик, реж. В. Витолс
- 2002 — «Фаршированная рыба с гарниром», концерт еврейской песни, танца и анекдота, реж. А. Левенбук
- 2003 — «Еврейские мелодии русских композиторов», концерт, реж. М. Модро
- 2003 — «Моя кошерная леди», комедия по пьесе А. Хайта, реж. Л. Шимелов
- 2004 — «Испанская баллада», драма, автор пьесы Б. Рацер (по одноимённому роману Л. Фейхтвангера), реж. В. Витолс
- 2004 — «Свечи в цветах», вокально-танцевальное шоу И. Климова и Т. Карасик, реж. В. Витолс
- 2005 — «Живые! Пойте о нас…» Ф. Кандель, реж. А. Левенбук, М. Модро
- 2006 — «Кабаре Карела Швенка», автор пьесы Б. Рацер, реж. Ю. Ядровский
- 2006 — «Ну, Волк, погоди!», авторы пьесы А. Курляндский и А. Хайт, реж. В. Витолс
- 2007 — «Операция „Трали-вали“ или Заговор Шапокляк», сказка, авторы А. Хайт и А. Левенбук, реж. В. Витолс
- 2008 — «О любви на разных языках», сольный концерт. М. Евтюхова
- 2009 — «Карусель, или Гнусная Сонька» по книге Ю. Алешковского, реж. В. Витолс
- 2009 — «Наш весёлый Хайт», реж. А. Левенбук
- 2009 — «Еврейский детектив», авторы П. Когоут, Э. Тополь, реж. Л. Шимелов
- 2010 — «Мадам Роза», автор пьесы Н. Коляда (по роману Р.Гари «Вся жизнь впереди»), реж. В. Витолс
- 2010 — «Снежная королева», сказка по пьесе Е. Шварца, реж. Е. Амосова
- 2011 — «Весёлое число 13», комедия по пьесе А. Трушкина, реж. А. Левицкий
- 2011 — «А третий пингвин в чемодане» по сказке У. Хуба, реж. В. Витолс
- 2012 — «Размороженный», комедия по пьесе Д. Кон, реж. М. Церишенко
- 2012 — «Пираты против Нового года!», новогодняя сказка по пьесе Д. Салимзянова, реж. С. Фёдоров
- 2013 — «Измени мне, Циля», комедия по пьесе Е. Смолина, реж. М. Модро
- 2014 — «Чудеса с доставкой на дом», сказка по пьесе А. Хайта и Э.Успенского, реж. Э. Ливнев
- 2015 — «Любовь с препятствиями», комедия по пьесе А. Трушкина, реж. М Церишенко
- 2017 — «Плохие Евреи», комедия для умных по пьесе Дж. Хармона, реж. В. Витолс
- 2019 — «Фаршированная рыба с другим гарниром», шоу-программа, реж А. Левенбук, В. Витолс
- 2019 — «Семь раз отмерь», комедия по пьесе А. Трушкина, реж. А. Шачнев
- 2019 — «Школа Кота Леопольда», детская сказка по пьесе А. Хайта и А. Левенбука, реж. Э. Ливнев
- 2019 — «Вечер еврейского рассказа», вечер рассказов М. Жванецкого, Д. Рубиной и др., реж. А. Левенбук, В. Витолс

## Труппа
В труппу театра «Шалом» с 1987 по 2002 год входила Марина Голуб, с 2007 по 2013 год — Дмитрий Гудочкин. По данным официального сайта, за все время существования театра в состав труппы входили следующие артисты:
- Константин Лещенко (с 2007 года)
- Марк Гейхман
- Виктория Тарасова (с 1997 года)
- Геннадий Абрамов (с момента его основания)
- Мария Болтнева
- Виктория Баранова (с 2010 года)
- Ольга Боринис (с 2010 года)
- Маргарита Вишнякова (с момента основания театра)
- Ольга Гринштейн (с 1995 года)
- Мария Дорофеева (с 2008 года)
- Олег Домбровский
- Валерия Елизова (с 2016 года)
- Михаил Евтюхов
- Алёна Зубина
- Алёна Кормилицына
- Александр Карпов
- Анна Котляр (Стерлюгина) (с 2010 года)
- Антон Крайний
- Мария Кресина
- Валерия Каратеева (с 2004 года)
- Григорий Каганович
- Анастасия Мохова
- Александр Морозов
- Александр Мокроусов (с 2005 года)
- Вернер Оамер
- Игорь Письменный
- Вероника Патмалникс (с 2006 года)
- Валерий Парсаев
- Иван Соколов (с 2010 года)
- Максим Солопов
- Светлана Свибильская (с 1991 года)
- Дмитрий Уросов
- Александра Фролова (с 2008 года)
- Янина Хачатурова (с 1989 года)
- Артём Цыкин (с 2010 года)
- Игорь Цыбульский
- Марина Якимова
- Павел Шингарев
- Антон Шварц
- Ангелина Родоченко (с 2015 года)
- Михаил Фаттахов (с 2015 года)
- Николай Бандурин (с 2018 года)
- Мария Берсенева (с 2018 года)
- Арсений Дармин
- Снежана Дармина
- Владимир Демидов
- Святослав Ещенко (с 2018 года)
- Денис Куликов
- Татьяна Курова
- Александр Морозов (с 2018 года)
- Мария Москвина
- Светлана Муратханова
- Сергей Рубашкин
- Анастасия Рысева
- Валерия Селитра
- Александр Грунда (до 2011 года)